# فورازولیدون
فورازولیدون (به انگلیسی: Furazolidone)
رده درمانی: داروهای آنتی بیوتیک
اشکال دارویی: قرص، سوسپانسیون

## موارد مصرف
درمان اسهال ناشی از عوامل باکتریال و تک یاخته‌ای (پروتوزوئری)، اسهال ناشی از ژیاردیا، اسهال مسافرتی، سالمونلا و ...

## مکانیسم اثر
باکتریسید است و از طریق مداخله در سیستم آنزیمی باکتری عمل می‌کند.

## عوارض جانبی
تهوع، استفراغ، دل درد، خارش و ضایعات پوستی و آگرانولوسیتوز.

## موارد منع مصرف و احتیاط
در کسانی که حساسیت نسبت به این دارو دارند نباید تجویز شود. مصرف هم زمان آن با الکل، دیگر داروهای مهارکننده MAO، غذاهای حاوی تیرامین ( باقلا، پنیر غیر پاستوریزه، آبجو، جگر مرغ و محصولات تخمیر شده ) و آمین‌های سمپاتومیمتیک با اثر غیرمستقیم ممنوع است. در شیرخواران زیر یک ماه نباید تجویز شود. بی خطر بودن مصرف آن در زمان حاملگی و شیردهی ثبت نشده‌است.